# 珠海艺术职业学院
珠海艺术职业学院位于中國广东省珠海市金灣區，是由加拿大佳毅教育集团投资兴建，于2003年经教育部批准建立。學院前身是创办於1998年的中国舞教学研究院。主要面向职业教育。目前在校学生约4300人。

## 院系设置
- 艺术设计分院（平面系、珠宝系、动漫系）
- 工商企业管理系
- 音乐系
- 舞蹈系
- 文化与旅游分院（旅游系、文管系）

## 交通
位於金灣區中部大學城的學院距離九洲港和拱北關閘較遠，但距離珠海機場只有15分鐘。

## 外部連結
- 珠海艺术职业学院官方網站 （页面存档备份，存于）